# Börzsöny
Le Börzsöny (en prononciation hongroise : [ˈbøɾʒøɲ]) est un massif montagneux des Carpates occidentales dans le Nord de la Hongrie à la limite de la frontière slovaque. Ce massif volcanique fait partie du massif du Nord. 
Le point culminant est le Csóványos à 938 mètres d'altitude.

## Géologie
Le massif est d'origine volcanique. Il s'est formé au cours du Néogène dans une phase d'activité volcanique dans l'Est de la Slovaquie il y a 23,8 à 5,3 millions d'années.

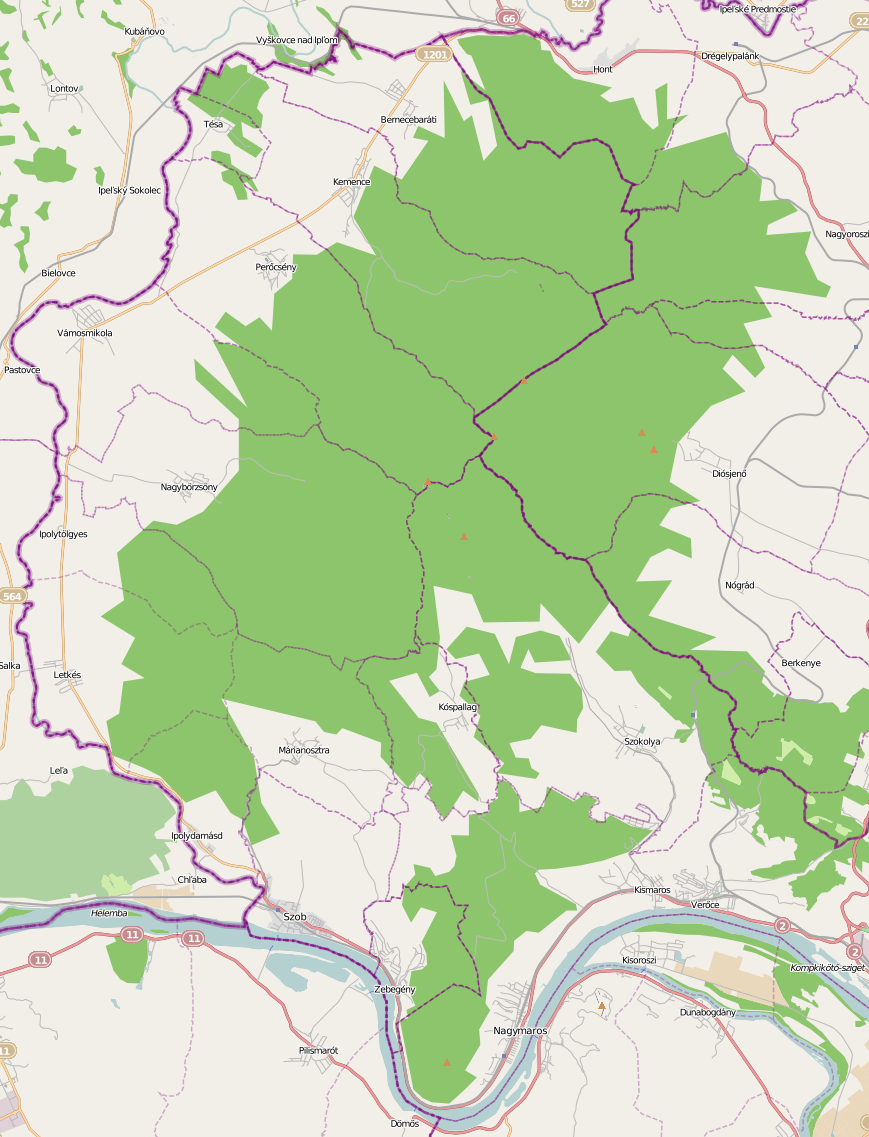
Carte de localisation du massif.

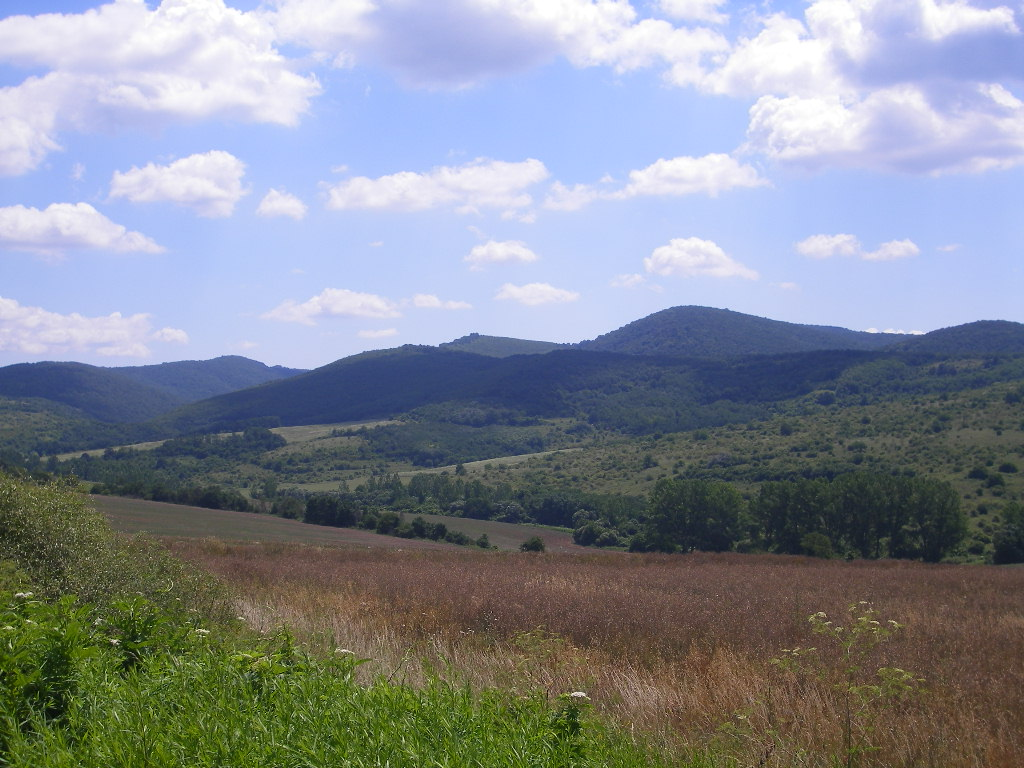
Le Nagybörzsöny.
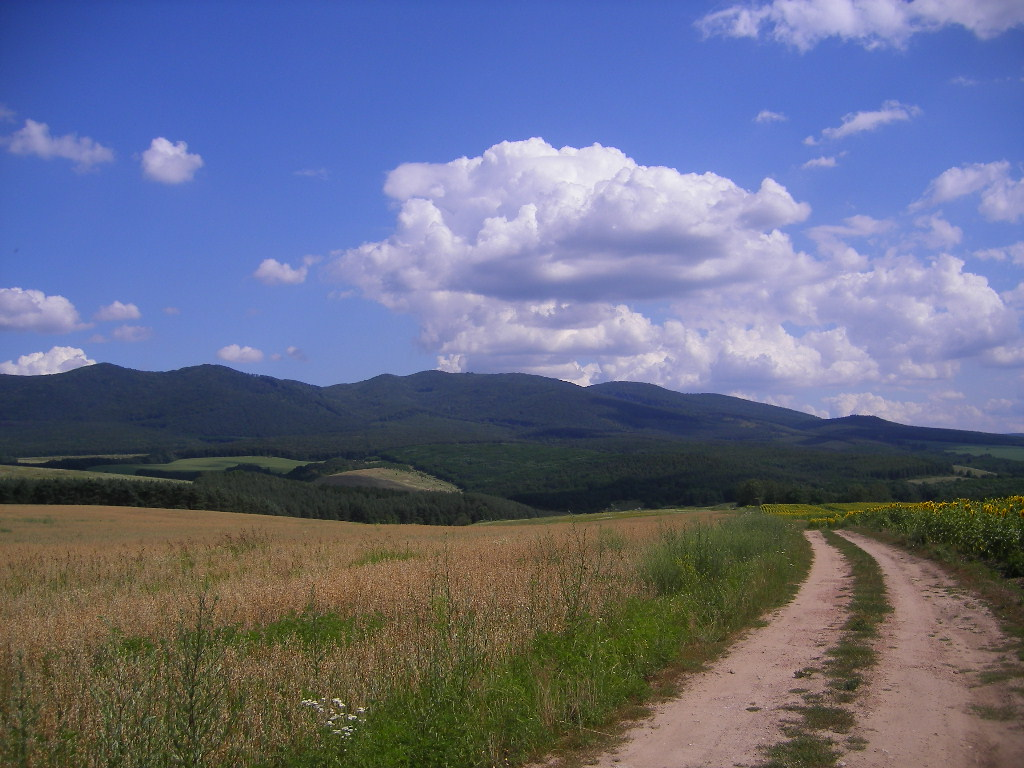
Perőcsény.
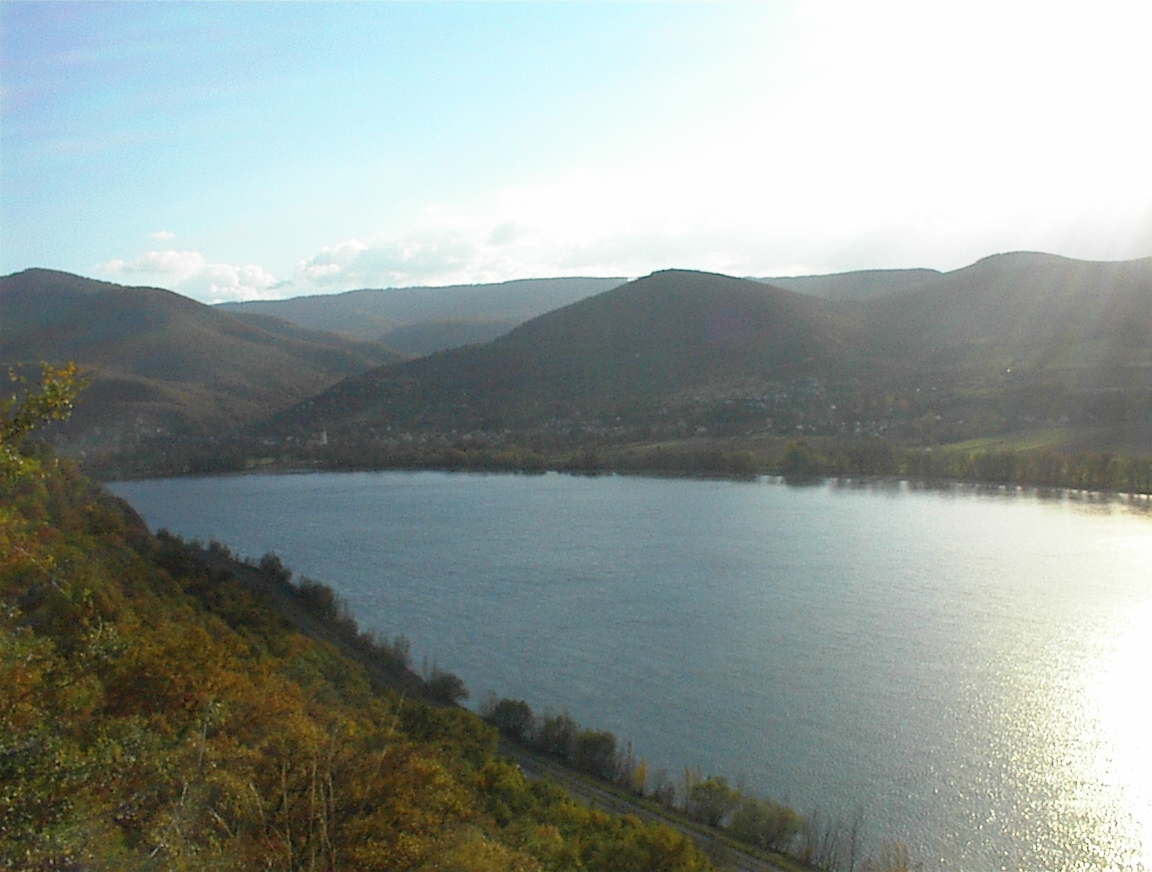
Zebegény.